# Herb kraju preszowskiego

Herb kraju preszowskiego

Herb kraju preszowskiego to, obok flagi, jeden z symboli tego kraju.

## Opis herbu
Tarcza trójdzielna (w słup, pole lewe w pas).
- Pole pierwsze dwudzielne w pas w proporcjach 1:2. W części górnej, błękitnej, złota korona. W części dolnej, czerwonej trzy falowane srebrne pasy.
- W polu drugim, czerwonym, złoty lew wspięty.
- W polu trzecim, błękitnym, trzy srebrne ryby.

Należy zwrócić uwagę, że specyficzny podział pola pierwszego został przeprowadzony w taki sposób, by podkreślić fakt, iż jest to jedno pole pochodzące z jednego herbu.

## Uzasadnienie symboliki herbu
Pole pierwsze to reinterpretacja herbu komitatu Sáros (Szarysz), który przedstawiał w błękitnej części górnej figurę nagiej kobiety, lub anioła, niosącej nad głową koronę, a w części dolnej cztery falowane pasy srebrne i cztery czerwone. Obecnie srebrne pasy reprezentują rzeki: Torysę, Topľę i Ondavę. Lew pochodzi z pierwszego pola czwórdzielnego herbu komitaty Szepes (Spisz), natomiast ryby, choć w czerwonym polu, występowały w trzecim polu herbie komitatu Zemplén.